# Alfred Wegener
Pour les articles homonymes, voir Alfred et Wegener.
Alfred Wegener, né le 1er novembre 1880 à Berlin et mort en novembre 1930 au Groenland près de la base Eismitte, est un astronome et météorologue allemand de formation et principalement connu pour sa théorie de la « dérive des continents » proposée en 1912 puis publiée en 1915. D'abord astronome, il s'est intéressé à plusieurs sujets connexes comme la météorologie, la géophysique et la géologie. Il a fait de nombreuses expéditions au Groenland pour étudier la météorologie des régions polaires.
Sa théorie reposait sur de nombreux arguments appartenant à des champs disciplinaires variés (géodésie, géophysique, géologie structurale, paléontologie) mais n'a été admise par la majorité de la communauté scientifique que quarante ans après sa mort, lorsque les mécanismes de la tectonique des plaques furent mis en évidence.

## Biographie

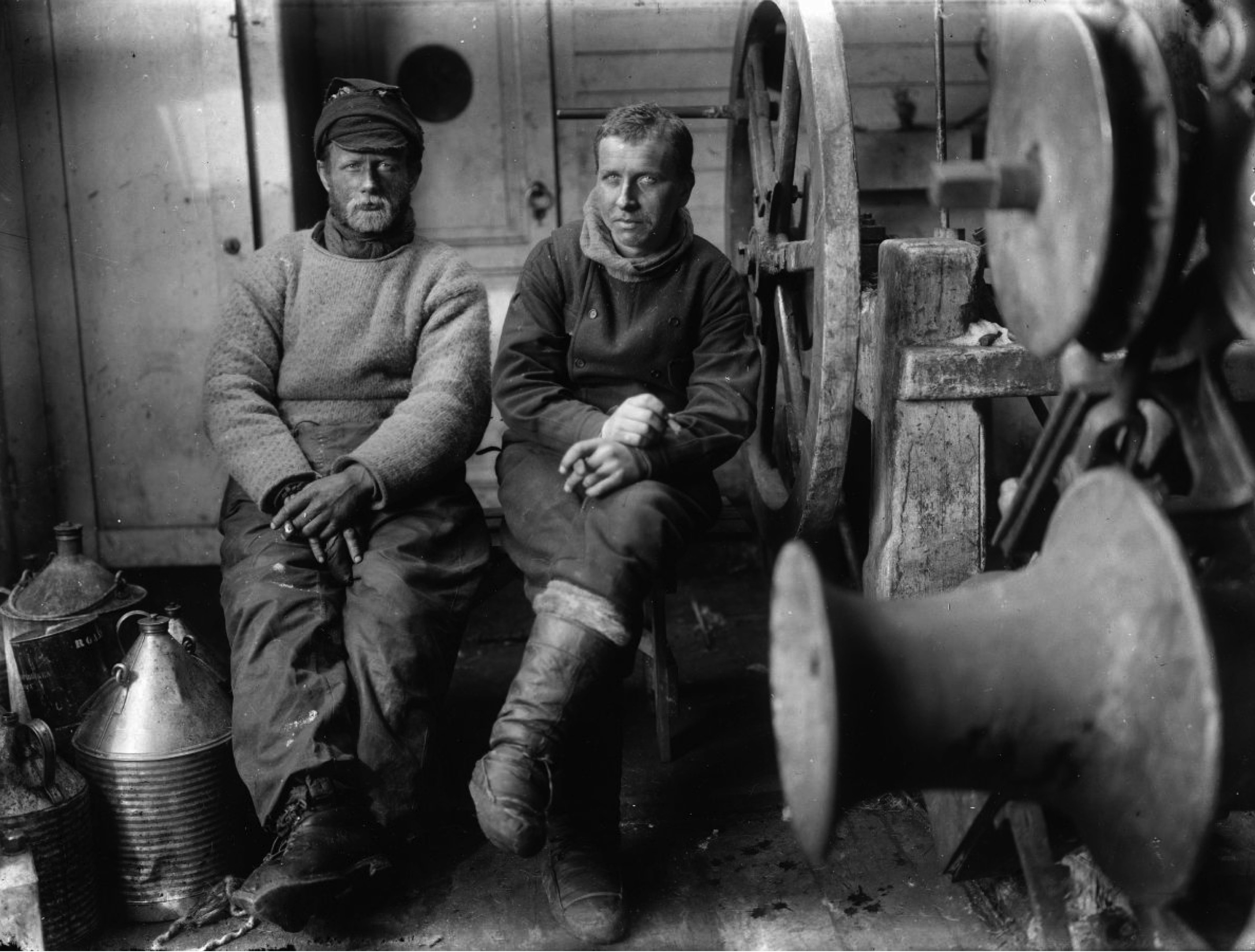
Wegener (à droite) et le commandant en second du Danmark lors de l'expédition Danmark (1906-1908).

Alfred Wegener est le plus jeune des cinq enfants du pasteur Richard Wegener et de sa femme Anna (née Schwarz). Il est le frère de Kurt Wegener. Il effectue ses études au lycée de Cölln à Berlin, puis dans les universités de Heidelberg, Innsbruck et Berlin.
Il obtient une thèse en astronomie sur les tables alphonsines sous la direction de Julius Bauschinger. À sa sortie de l'université, il est nommé comme astronome à l'Urania (de) de Berlin, mais démissionne rapidement pour devenir adjoint technique à l'observatoire aéronautique de Berlin-Reinickendorf, au côté de son frère aîné Kurt. Ils établissent ensemble un record du monde de durée de vol en ballon dirigeable (52 h 30 min) sur le trajet de Berlin au Spessart en passant par le Jutland et Kattegat.
De 1906 à 1908, Wegener participe à l'expédition Danmark sur la côte nord-ouest du Groenland, avec une équipe danoise dirigée par l'explorateur Ludvig Mylius-Erichsen, pour effectuer des observations météorologiques. Il expérimente ainsi les techniques liées aux voyages polaires qui lui serviront pour ses expéditions futures.
De retour en Allemagne, il passe en 1908 son doctorat en astronomie et météorologie à l'université de Marbourg. Il y donne des cours qu'il réunit dans un ouvrage intitulé Cours sur la thermodynamique de l'atmosphère, publié en 1911, qui sera remplacé en 1935 par un ouvrage coécrit avec Kurt mais publié à titre posthume.

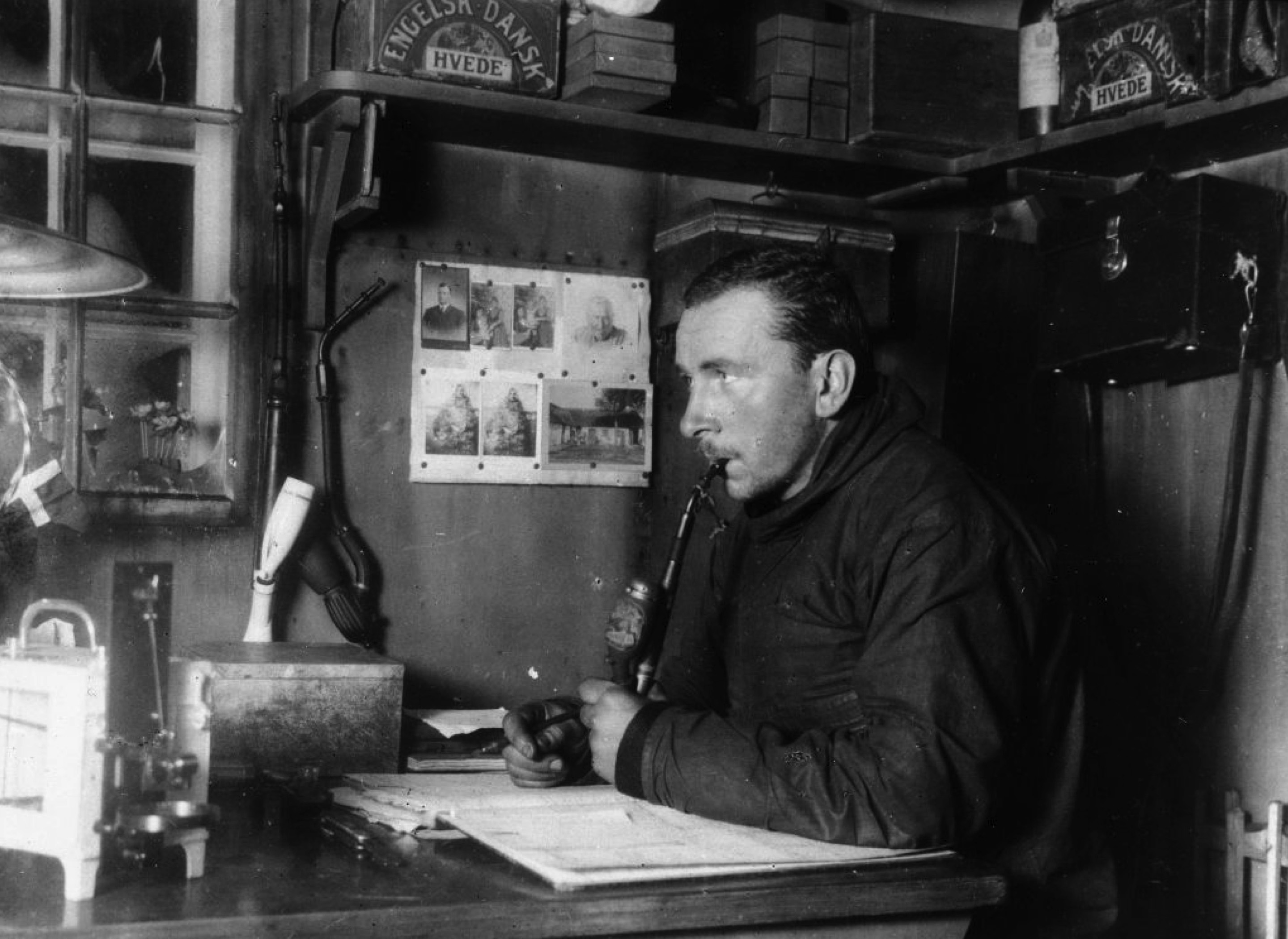
Wegener durant l'hiver 1912-1913 au Groenland.

Il retourne en 1912 au Groenland avec Johan Peter Koch pour une deuxième expédition destinée à hiverner à l'extrémité est de l'inlandsis, puis à traverser l'île dans sa partie la plus large. Les conditions météorologiques exceptionnelles que l'expédition rencontre la font presque échouer, en raison d'une débâcle des glaces qui atteint le camp. Le départ ne peut se faire qu'à la fin de l'hivernage suivant, en 1913, et dure deux mois, nécessitant de gros efforts pour la mener à bien.
À son retour, il se marie avec la fille du paléoclimatologue Wladimir Köppen (son ancien professeur et mentor), Else (1892-1992), avec qui il a trois enfants, Hilde (1914-1936), Kathe (1918-2012) et Charlotte (1920-1989). Lors de la Première Guerre mondiale, il sert dans l'armée allemande, au grade de capitaine, en tant que météorologue et est blessé à deux reprises. Après la guerre, son frère et lui sont nommés respectivement « professeur extraordinaire de météorologie » à l'université de Hambourg (qui vient d'être créée) et chef de section à l'Observatoire maritime allemand de Hambourg. En 1924, Alfred Wegener accepte un poste de professeur de météorologie et géophysique en Autriche, à l'université de Graz.
L'année 1928 marque un tournant dans le travail de refonte de son livre : il décide de ne plus continuer car il considère qu'il pourrait ne pas arriver seul à bout de la tâche, en raison de l'abondance et de la spécialisation des ouvrages concernant les translations continentales.

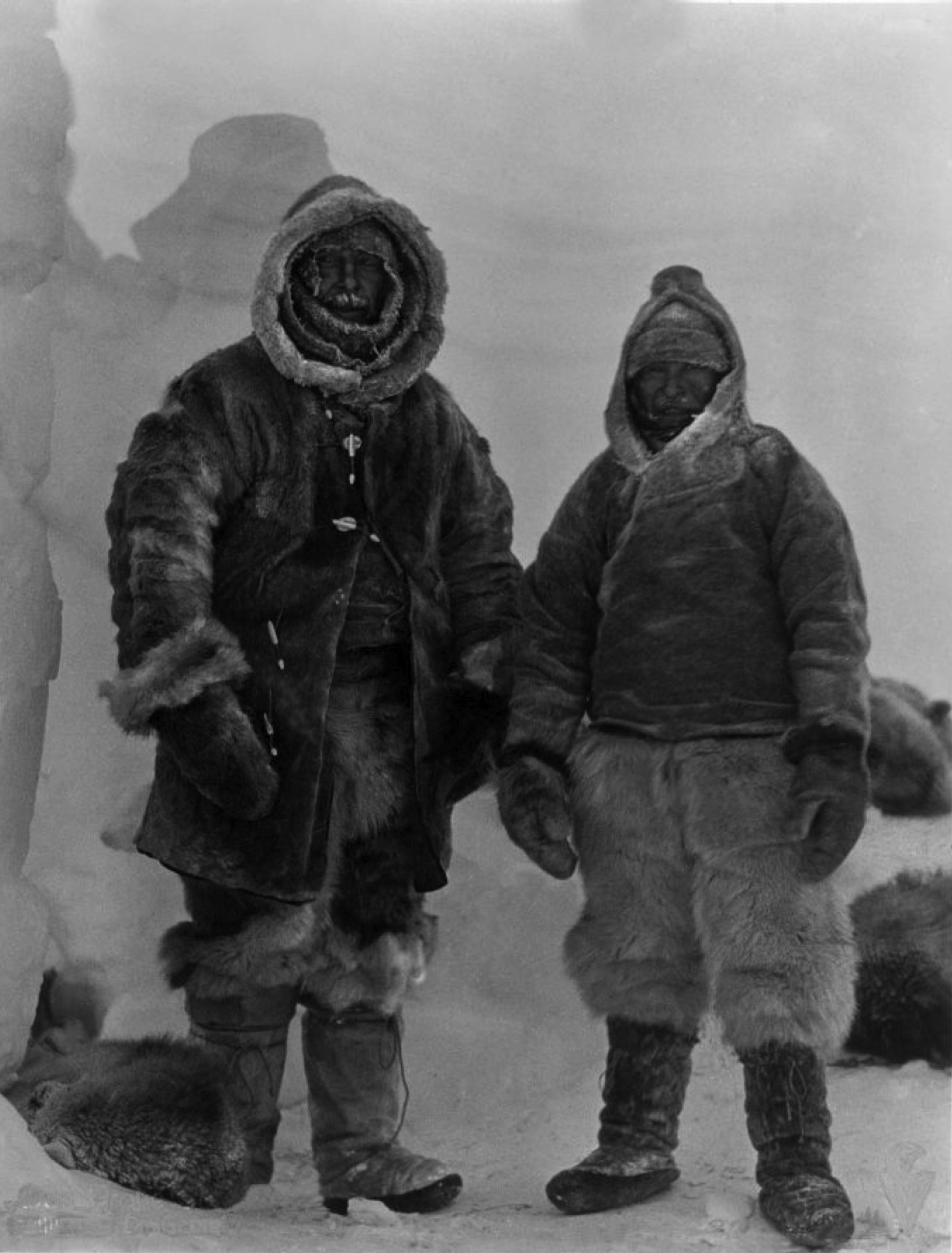
Dernière photo de Wegener et Villumsen avant leur départ de la station Eismitte le 1er novembre 1930.

À la même période, Johan Peter Koch meurt et l'expédition que Wegener comptait effectuer avec lui au Groenland est compromise. Il constitue alors une équipe entièrement allemande, avec le soutien de la Société d'aide à la science allemande. Un premier repérage d'été lui permet de déterminer les meilleures conditions pour gravir l'inlandsis depuis la côte ouest de l'île.
En 1930, l'expédition principale est lancée. Un de ses principaux résultats est la mesure de l'épaisseur de l'inlandsis, qui atteint plus de 1 800 m. Un autre objectif de l'expédition est de mettre en place trois stations météorologiques pour recueillir des données devant servir à la sécurisation des routes aériennes transatlantiques. Accompagné du météorologue Fritz Loewe (en) et de 13 Groenlandais, Wegener part le 21 septembre de la station Ouest (près de Uvkusigssat) avec des équipements et des ravitaillements destinés aux deux chercheurs stationnés à la base Eismitte. En raison de fortes tempêtes de neige, le transport doit être interrompu. Seuls, Wegener, Loewe et le Groenlandais Rasmus Villumsen poursuivent le chemin avec quelques ravitaillements. Ils arrivent à Eismitte le 30 octobre, ayant épuisé toutes les réserves. Wegener et Villumsen entament le chemin du retour le 1er novembre, sans Loewe dont les orteils gelés doivent être amputés. Mais ils n'iront pas loin. Le corps de Wegener est retrouvé gelé dans son sac de couchage le 12 mai 1931. Le corps de Villumsen n'a pas été retrouvé.

### Famille
Alfred Wegener et son épouse ont eu trois filles : Hilde (1914–1936), morte du typhus, Sophie Käte (1918–2012), et Hanna Charlotte dite Lotte (1920–1989). Cette dernière s'est mariée en 1938 avec l'explorateur et alpiniste autrichien Heinrich Harrer dont elle eut un fils, Peter.

## Théorie

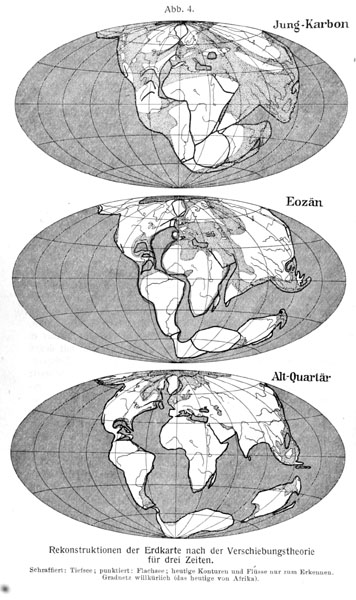
La « dérive des continents » selon Alfred Wegener (édition 1929).

Wegener publie en 1915 la première édition de son livre La Genèse des continents et des océans (après un premier exposé oral sur « les translations horizontales des continents » lors d'une conférence faite le 6 janvier 1912 à la Société de Géologie de Francfort), dans lequel il propose une nouvelle théorie associant géophysique, géographie et géologie. Celle-ci, imaginée en voyant se disloquer des glaces de mer, s'appuie sur des bases géologiques étayées et constitue une hypothèse cohérente et bien argumentée à quelques détails près. Cette intuition basée sur l'observation de l'emboîtement des deux rives de l'Atlantique existe dès le XVIe siècle chez Jean Bodin et dans l'ouvrage Thesaurus geographicus d'Abraham Ortelius. D'autres savants émettent des hypothèses dans ce sens, certaines fantaisistes, d'autres plus vraisemblables : Francis Bacon en 1620, Antonio Snider-Pellegrini en 1859, Frank Bursley Taylor en 1908. Le géologue américain Howard Bigelow Baker propose en 1911 une explication : il pense que la Terre s'était heurtée à une planète aujourd'hui disparue et que ce qui est aujourd'hui la lune s'était détachée du bassin Pacifique, entraînant une dérive des continents. En 1918, Émile Belot publie une autre théorie différente de celle de Wegener, basée sur l'accumulation des matériaux d'érosion,.
Dans ce livre, qui connaîtra trois autres éditions (en 1920, 1922 et 1929) et de nombreuses traductions (en français, en espagnol, en russe et en anglais), Wegener rejette le modèle de l'époque expliquant la présence des montagnes et des océans par des plissements dus au refroidissement de la Terre (selon la métaphore de « la pomme qui se ride » ). Les éléments qui le poussent à chercher une nouvelle théorie sont liés à la distribution particulière des chaînes de montagnes à la surface du globe, notamment sous la forme de cordillères sur le pourtour de l'océan Pacifique et de la chaîne des Alpes se prolongeant sur le continent asiatique. Les différentes éditions représentent un travail de refonte complète des éditions précédentes, et prenant en compte les critiques à sa théorie.
Sa théorie s'appuie principalement sur la complémentarité qu'il constate entre les côtes et certaines structures géologiques de part et d'autre de l'océan Atlantique et sur la présence de faunes communes aux ères primaire et secondaire en Amérique et en Afrique du Sud, à Madagascar, en Inde, en Australie et dans l'Antarctique. On lui objecta que cette complémentarité ne serait qu'une illusion disparaissant pour un niveau très différent de la mer. Toutefois cette complémentarité topographique n'est pas le seul argument présenté par Wegener. De multiples indices confortent l'idée d'une dérive des continents, qui auraient formé il y a 200 millions d'années un super-continent unique, la Pangée, bordé d'un super-océan, la Panthalassa :
- argument géologique : similitude des ensembles géologiques situés de part et d'autre de l'océan Atlantique (âge et nature des terrains, orientation des déformations) ;
- arguments paléontologiques : les fossiles des continents américain et africain montrent que la faune et la flore de ces deux continents étaient très semblables jusqu'au début de l'ère secondaire (- 200 millions d'années), époque à partir de laquelle les fossiles divergent sur chacun des continents ;
- arguments climatiques : des indices de climats anciens très différents des climats actuels, qu'un simple changement du climat global de la Terre ne suffit pas à expliquer. Ainsi, la présence de tillites datées du carbonifère en Afrique du Sud et en Australie attestent d'un climat glaciaire à cette époque, tandis que des fossiles de fougères arborescentes retrouvés dans les sédiments carbonifères d'Europe et d'Amérique du Nord témoignent d'un climat tropical à la même époque.

Wegener tente également de démontrer que l'Amérique s'éloigne de l'Europe en utilisant des calculs de géodésie et sur la transmission des ondes radio. Cependant, ces techniques ne donnent pas les résultats escomptés. Des recherches ultérieures confirmeront toutefois ce mouvement et détermineront sa vitesse effective. La principale faiblesse que présente la théorie de Wegener est liée à la raison véritable de la dérive des continents : ignorant à l'époque les mouvements de convection du manteau terrestre, il impute l'origine de ces mouvements aux marées lunaires. Cette hypothèse par trop inexacte permet aux géophysiciens opposés à sa théorie (dont notamment le Britannique Harold Jeffreys) de la torpiller en « démontrant » qu'elle est physiquement irréalisable, Jeffreys faisant remarquer que de larges régions de cratons n'ont pas de plissements alors que la dérive devrait en former beaucoup. Cette opposition forte a eu pour conséquence de conforter pour un temps la communauté des géologues sur ses positions « fixistes » ou « antimobilistes » qui reposaient sur l'hypothèse, fausse, d'un manteau rigide. Dans le meilleur des cas, on estimait que la théorie de Wegener dérogeait au principe de parcimonie en « faisait beaucoup d'hypothèses pour expliquer et prédire bien peu ».
Wegener trouvera cependant quelques soutiens dans la communauté scientifique de l'époque, principalement avec le Suisse Émile Argand, le Sud-Africain Alexandre L. Du Toit, l'Écossais Arthur Holmes (lequel propose une explication à l'origine de la dérive par la radioactivité) ou le géologue canadien Reginald Daly, ainsi, après sa mort, que chez le naturaliste français René Jeannel qui dans son ouvrage La genèse des faunes terrestres (P.U.F., 1942) affirma, cartes et schémas à l'appui, que « seule l'hypothèse de Wegener peut expliquer la distribution actuelle des lignées ».

### Citations
« La première idée des translations continentales me vint à l'esprit en 1910. En considérant la carte du globe, je fus subitement frappé de la concordance des côtes de l'Atlantique, mais je ne m'y arrêtai point tout d'abord, parce que j'estimai de pareilles translations invraisemblables. En automne 1911, j'eus connaissance […] de conclusions paléontologiques admettant l'existence d'une liaison ancienne entre le Brésil et l'Afrique. Cela m'engagea à faire un examen préalable et sommaire des résultats connexes au problème des translations. »
« Tout se passe comme si nous devions rassembler les morceaux déchirés d'un journal sur la seule base de leurs contours pour vérifier ensuite seulement que les lignes imprimées se raccordent correctement. Si tel est bien le cas, il ne reste plus qu'à conclure que les morceaux étaient, en effet, disposés ainsi. Quand bien même nous ne disposerions que d'une seule ligne pour procéder à cette vérification, nous aurions une probabilité très grande de tomber juste ; mais en présence d'aucune ligne, cette probabilité est élevée à la énième puissance. »
« Du moment que les translations continentales se sont produites au cours des longues périodes géologiques, il est probable qu'elles durent encore. Il s'agit seulement de savoir si ces mouvements sont assez rapides pour qu'on puisse les déceler à l'aide de mesures astronomiques répétées dans un intervalle de temps relativement court. »
« L'hypothèse fondamentale est que les socles continentaux doivent s'être déplacés les uns par rapport aux autres. »

## Hommages
Ont été nommés en son honneur :

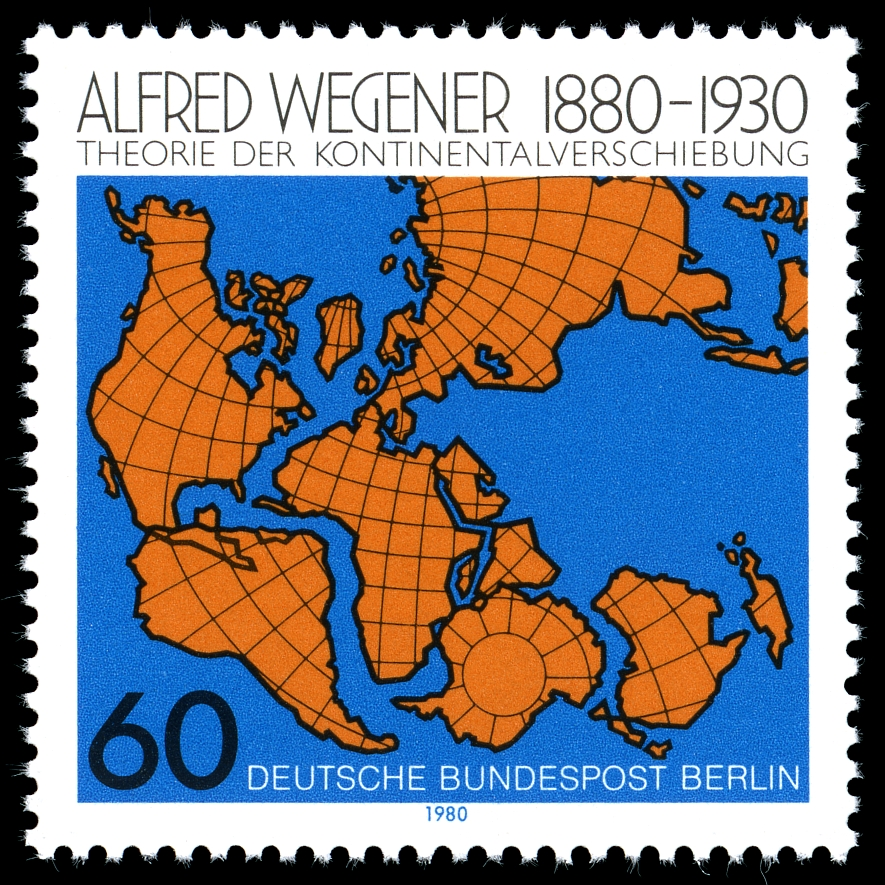
Timbre émis en 1980 pour le centenaire de la naissance d'A. Wegener.

- un cratère sur la Lune et un cratère sur Mars ;
- l'astéroïde (29227) Wegener ;
- la péninsule près de laquelle il est mort au Groenland (péninsule Wegener près d'Uummannaq, 71° 15′ N, 52° 00′ O) ;
- l'institut Alfred Wegener à Bremerhaven.

L'administration postale de Berlin lui a consacré un timbre de 60 pfennig en 1980 pour le centenaire de sa naissance, timbre figurant la dérive des continents. 
La même année, l'Autriche a émis un timbre de 4 schilling à son effigie, pour commémorer l'expédition au Groenland au cours de laquelle il a trouvé la mort en 1930. 

## Publications
- Thermodynamik der Atmosphäre (1911)
- Die Entstehung der Kontinente und Ozeane (1915, 1920, 1922, 1929) (son œuvre majeure, où il expose sa théorie de la dérive des continents)
  - (fr), 1925, 1937. La genèse des océans et des continents - théorie des translations continentales. Librairie Nizet et Bastard :
    - La genèse des continents et des océans, A. Blanchard (Paris), 1924, Texte disponible en ligne sur LillOnum
    - La genèse des continents et des océans : théorie des translations continentales, Librairie Nizet et Bastard (Paris), 1937, Texte disponible en ligne sur LillOnum
- Die Klimate der geologischen Vorzeit (1924) (en collaboration avec son beau-père, le climatologue Wladimir Köppen)